# Osiedle Dąbrówka (Police)
Osiedle Dąbrówka – osiedle Polic położone w południowej części miasta między osiedlami Mścięcino, Osiedlem Gryfitów i Osiedlem Księcia Bogusława X.

## Główne ulice
- Piłsudskiego
- Grzybowa
- Bankowa
- Piaskowa

## Galeria

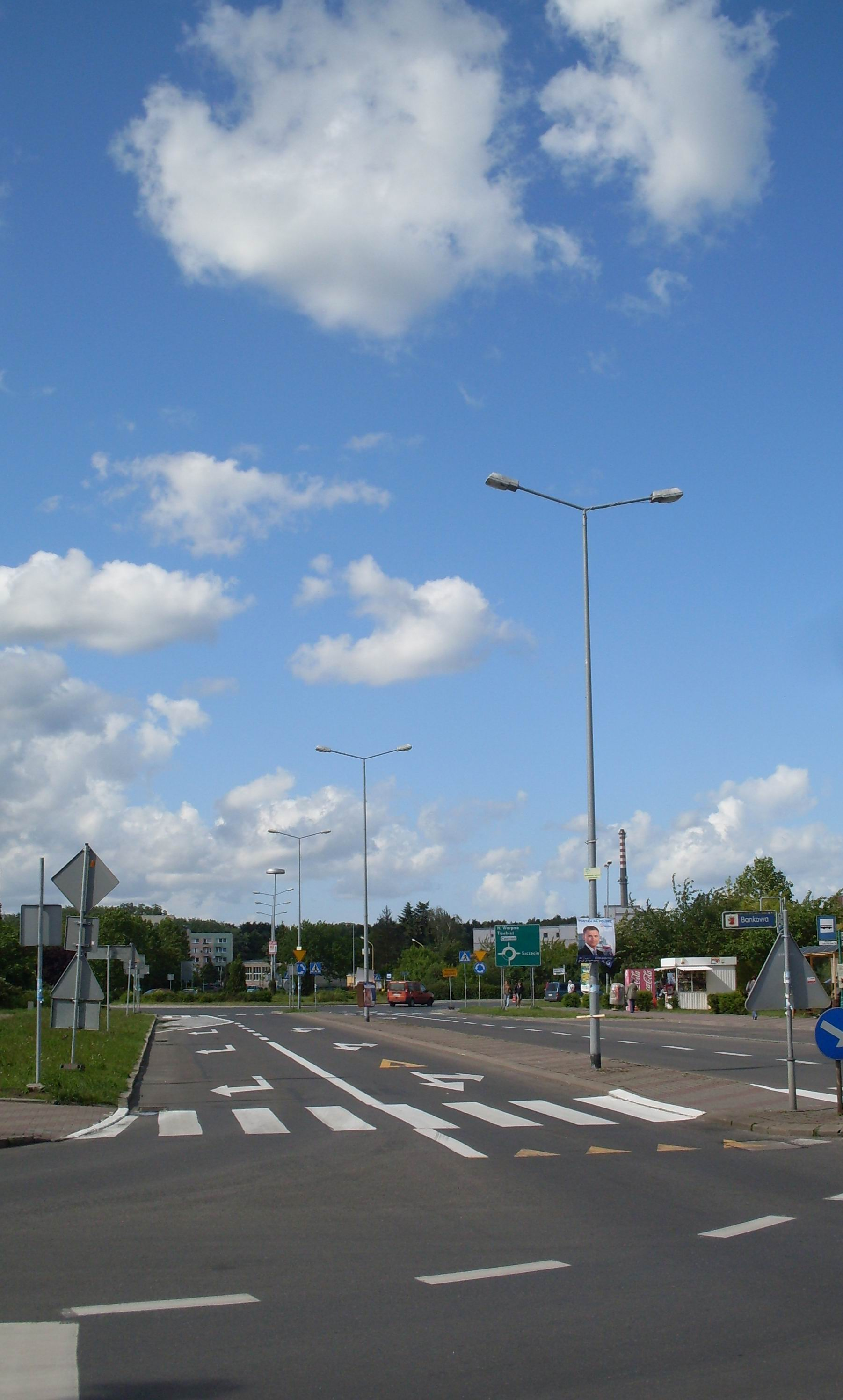
Ulica Grzybowa
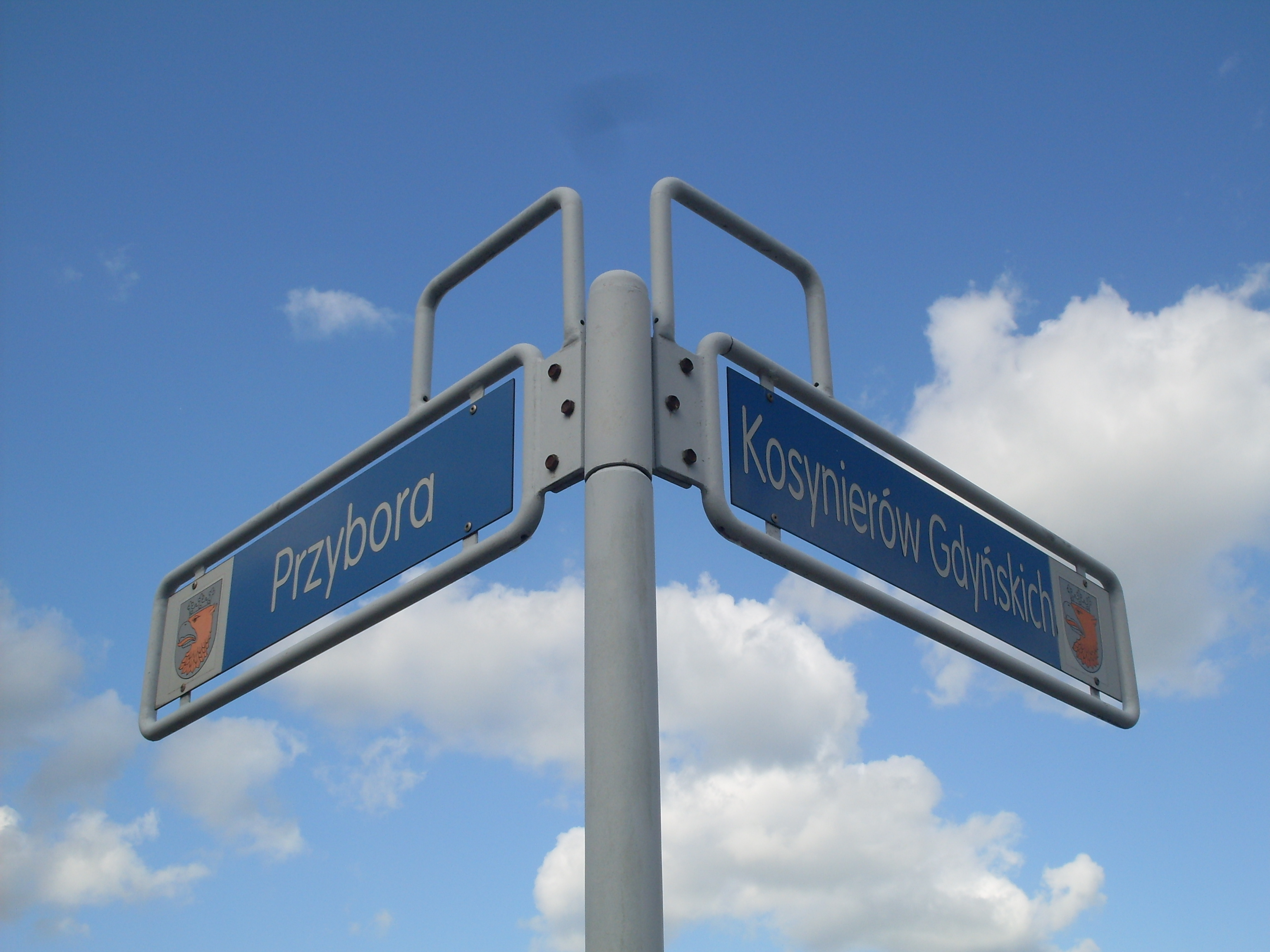
Tablice z nazwami ulic
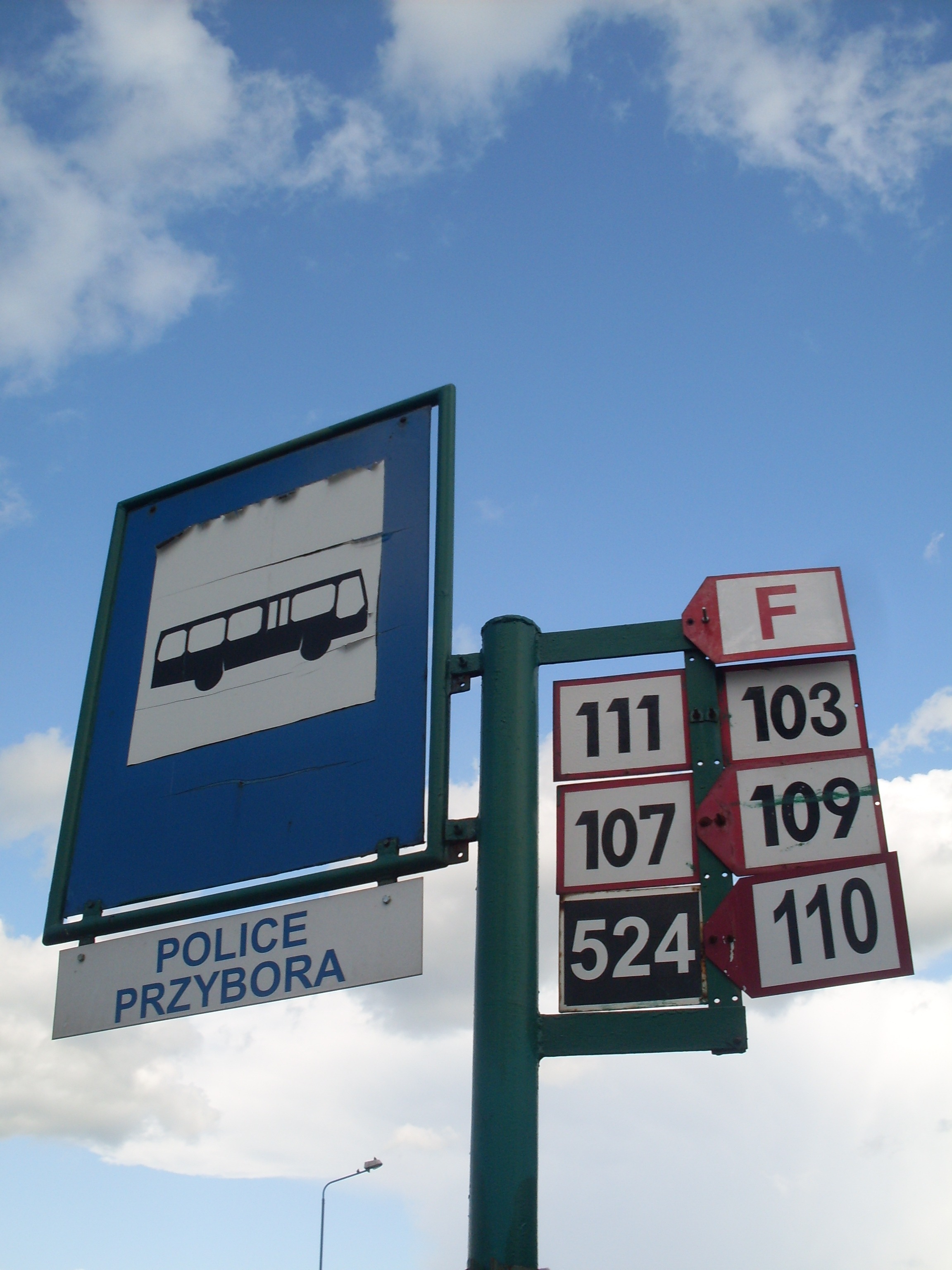
Przystanek autobusowy Police Przybora
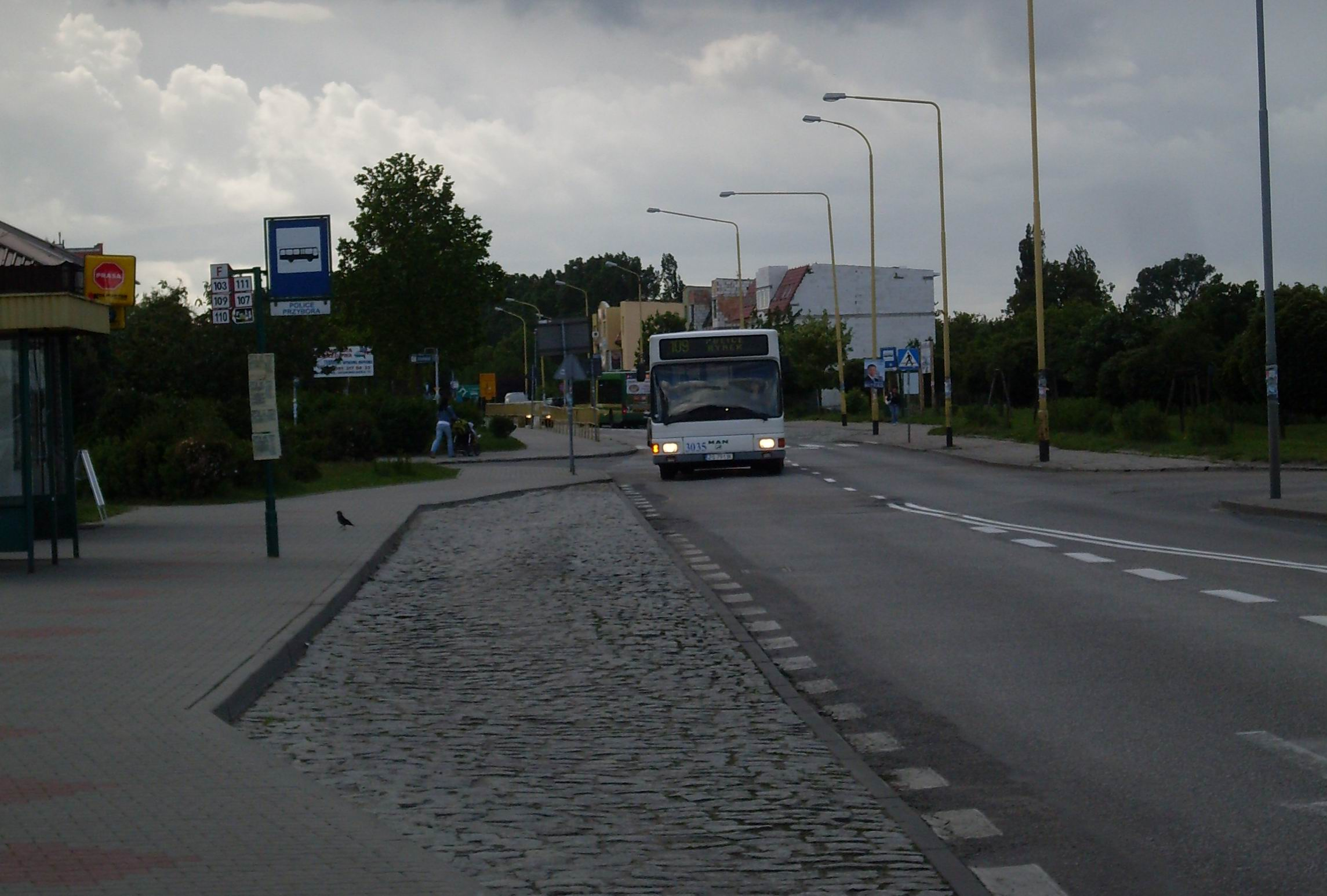
Przystanek Police Przybora na ul. Piłsudskiego